# Youlgreave
Youlgreave est une paroisse civile et un village du Derbyshire, en Angleterre.